# Mesechinus dauuricus
Mesechinus dauuricus is een zoogdier uit de familie van de egels (Erinaceidae). De wetenschappelijke naam van de soort werd voor het eerst geldig gepubliceerd door Sundevall in 1842.